# Spineta
Spineta è una frazione del comune italiano di Fratta Todina, nella provincia di Perugia, in Umbria.
Il paese si trova a 424 m s.l.m., a 3 km ad est del capoluogo, e da esso si gode di un vasto panorama su tutta la valle tiberina, da Perugia a Todi. Da esso si possono raggiungere i monti del gruppo del Peglia. I residenti sono 81.

## Storia
Le prime notizie sono legate alla presenza di uno dei più antichi conventi francescani. Il convento era inizialmente omonimo a quello della Scarzola di Monte Giove, perché vicino al piccolo colle di Monte Giove o Montione (dove, in età pagana, era sorto un sacello a Giove). 
Il p. Antonio da Orvieto nella sua Cronologia della Provincia serafica scrive, in ordine a quest'eremo: "Benché non siasi potuto trovare che cosa fosse avanti d'esservi edificato il convento in quel tempo e da chi fosse donato alla Religione ed in qual maniera venissero ad abitarlo i nostri frati, ad ogni modo non mancano vive memorie da cui congetturare che fin dal tempo del padre San Francesco, o poco dopo, fosse in potere della nostra Religione e posseduto dai francescani con titolo primieramente di convento o di eremo o di Oratorio di Montione e poi dello Spineto o della Spineta, per l'abbondanza di spini". 
Una tradizione secolare lega la presenza di san Francesco ad una cappellina, visibile ancora adesso. Secondo la leggenda, san Francesco fondò un povero luogo in una zona impervia e occupata da rovi. La cappellina è un sacello coperto da volta in pietra, leggermente ogivale, chiuso da una piccola porta in legno sormontata da una finestrella. Fu probabilmente il ricordo di san Francesco che motivò la costruzione di una capiente cappella, a servizio di una più numerosa famiglia francescana. Da una lettera di papa Nicolò IV (datata 5 giugno 1291) diretta al guardiano di S. Maria di Montione, possiamo essere certi della nascita di una nuova chiesa: in essa si concede l'indulgenza di un anno ai fedeli che avessero visitato questa chiesa per il giorno dell'Assunta, di s. Francesco, di s. Antonio e di s. Chiara. Il documento risulta importante: in esso infatti si fa la prima menzione di questo convento e si dice che la chiesa è dedicata ed ufficiata da una comunità retta da un guardiano. 
Le capanne di fango e frasche costituivano uno dei primi romitori uniti al gruppo di frate Paoluccio Trinci; dopo la peste del 1348, vennero sostituite da una più elegante costruzione in pietra, ad opera del conte Bernardo dei Monaldeschi di Orvieto, eretta nel 1394. Il paese divenne un luogo di grande importanza, tanto che fu prescelto come insediamento dell'ordine degli Osservanti, da parte di Gregorio XI.
Il convento ha funzionato da noviziato fino al 1927; novizi vi furono padre Faostino da Toscolano, monsignor Bernardino della Chiesa - primo vescovo di Pechino -, sant'Antonino Fantosati, vescovo e martire ucciso in Cina nel 1900 e padre Ludovico Profili, collaboratore di padre Agostino Gemelli.

## Monumenti e luoghi d'interesse

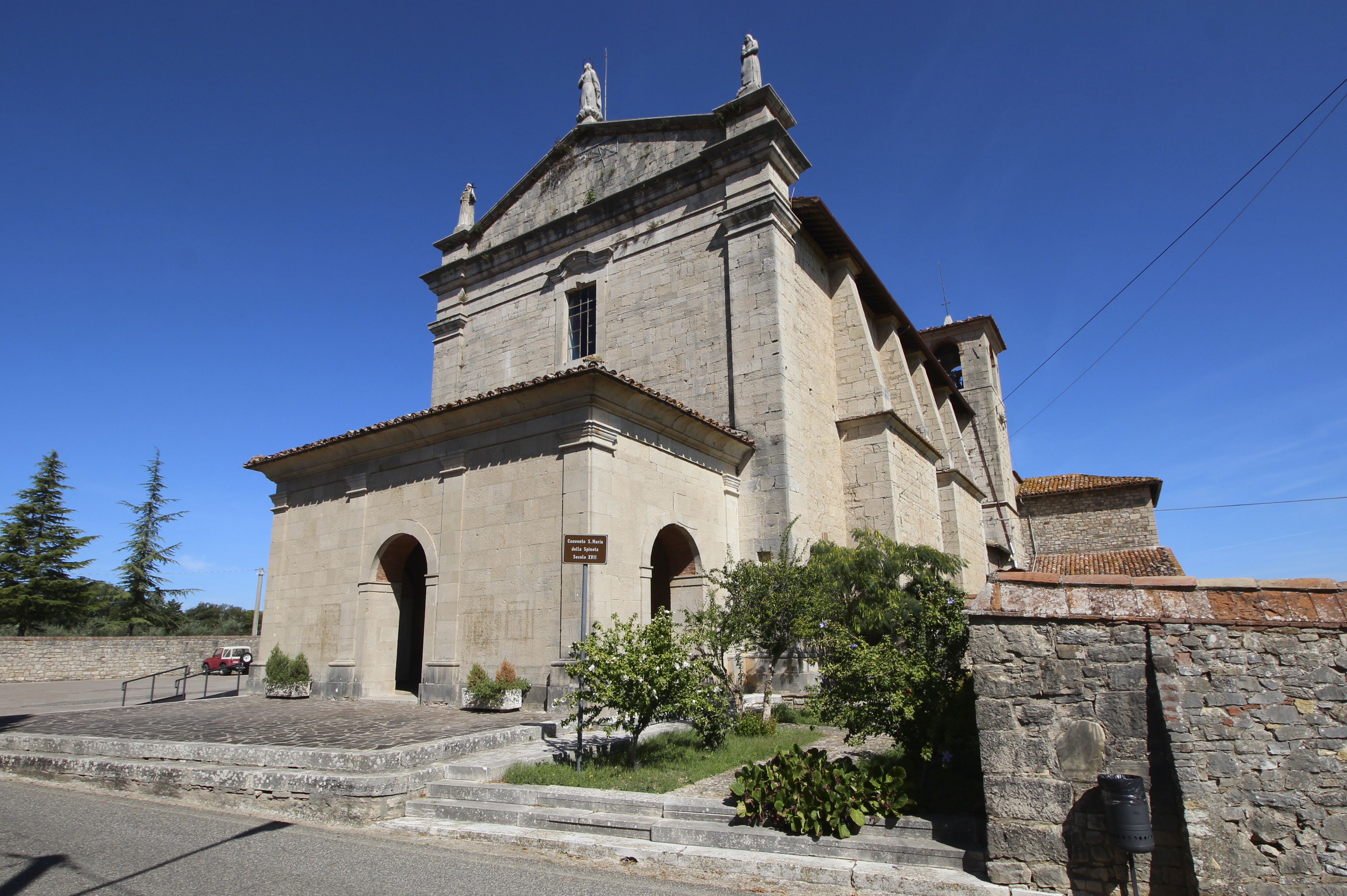
Il convento di Santa Maria della Spineta

- Il chiostro del convento risale al 1394;
- Chiesa della Vergine Assunta (1737), con quattro arcate. Era arredata internamente da una tela di Giovanni di Pietro, detto lo Spagna raffigurante la Natività, ora affidata ai Musei Vaticani[7]: dapprima confiscata dai francesi durante l'occupazione Napoleonica del 1811, venne restituita a Todi ed infine scambiata con una riparazione alle mura della chiesa; una copia di questa si trova nella sala del Consiglio Comunale di Fratta Todina.
- La sorgente di Spineta, posta in condotta e portata alla villa di Fratta dal vescovo Giovanni Battista Altieri nel XVI secolo.